# Buddleja fallowiana
Buddleja fallowiana är en flenörtsväxtart som beskrevs av Isaac Bayley Balfour och W.W. Sm.. Buddleja fallowiana ingår i släktet buddlejor, och familjen flenörtsväxter. Inga underarter finns listade i Catalogue of Life.

## Bildgalleri

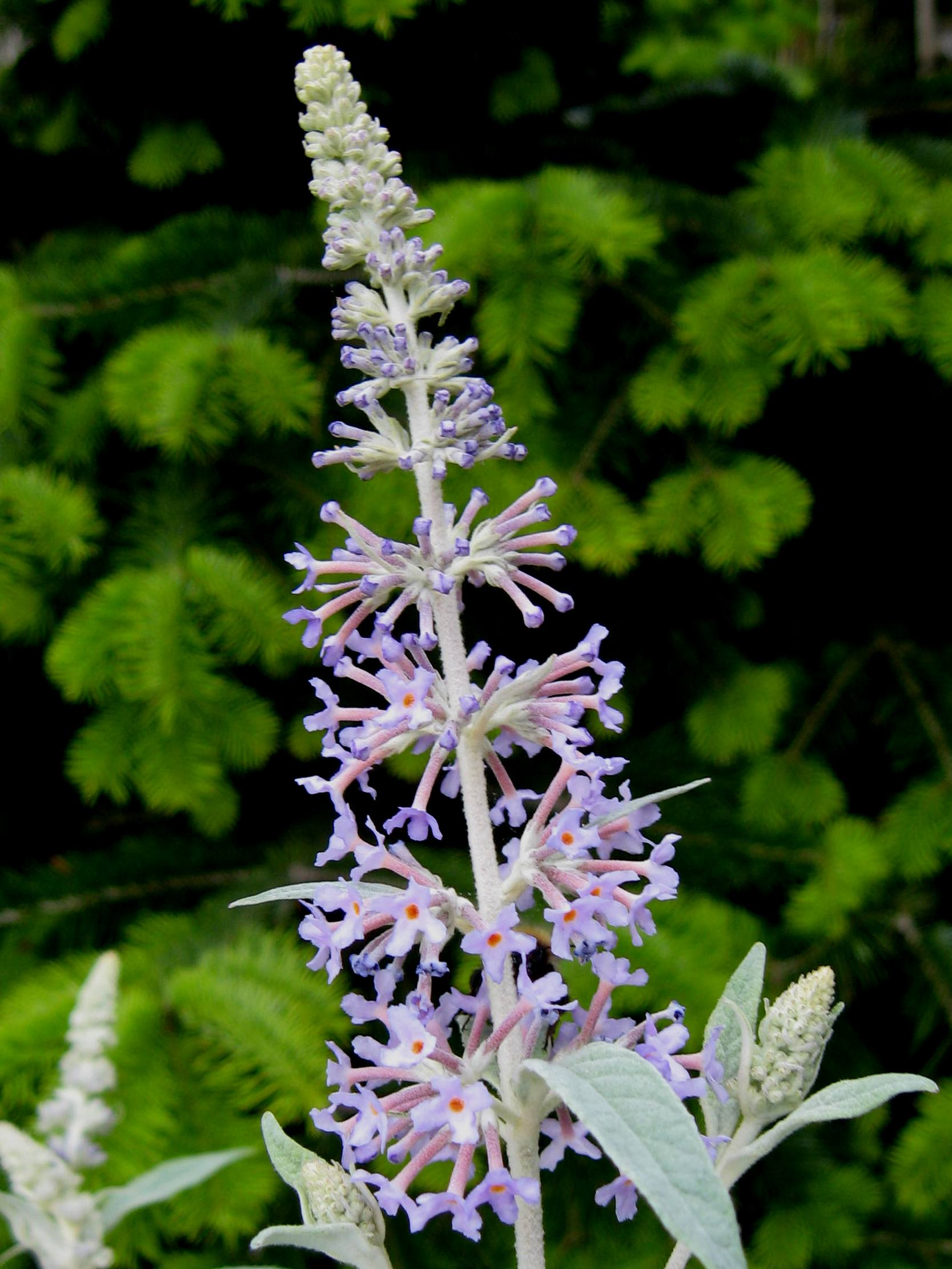